# Camillo Di Pietro
Pour les articles homonymes, voir Di Pietro.
Camillo Di Pietro (né le 10 janvier 1806 à Rome et mort dans la même ville le 6 mars 1884) est un cardinal italien du XIXe siècle. Son oncle est le cardinal Michele Di Pietro.

## Biographie
Camillo Di Pietro est membre de la Curie romaine. Il est nommé archevêque titulaire de Bérythe (de) en 1839 et nonce apostolique au royaume des Deux-Siciles jusqu'en 1842. Il est internonce au Portugal en 1844 puis nonce en 1847.
Le pape Pie IX le crée cardinal in pectore lors du consistoire du 19 décembre 1853. Sa création est publiée le 16 juin 1856.
Il participe au conclave de 1878, lors duquel Léon XIII est élu pape. Avec sa nomination comme cardinal-évêque d'Ostie en 1878, il devient doyen du Collège des cardinaux primus inter pares.

## Succession apostolique
Camillo Di Pietro a ordonné les évêques suivants :
- Archevêque Angelo Antonio Scotti (it) (1844)
- Évêque Manuel José da Costa (pt) (1846)
- Évêque Manuel Martins Manso (pt) (1850)
- Cardinal Mieczysław Halka Ledóchowski (1861)
- Évêque Giovanni Battista Cerruti (1867)
- Évêque Raffaele Ammirante (1871)
- Évêque Paolo di Niquesa (1871)
- Archevêque Pietro Giovine (it) (1871)
- Évêque Giuseppe Moreschi (1871)
- Évêque Antonio Izzo (1872)
- Évêque Geremia Nicola Antonio Cosenza, O.F.M.Obs. (1872)
- Archevêque Domenico Guadalupi (it) (1872)
- Archevêque Alessandro de Risio, C.SS.R. (1872)
- Évêque Francesco Saverio Mangeruva (1872)
- Évêque Giovanni Battista Alessio Tommasi (it) (1872)
- Évêque Gerlando Maria Genuardi (it) (1872)
- Évêque Giulio Metti, C.O. (1872)
- Évêque Raffaele Bianchi (1872)
- Évêque Giuseppe Morteo, O.F.M.Cap. (1873)
- Archevêque Ferdinando Capponi (it) (1873)
- Évêque Guido Rocca (1873)
- Évêque Angelo Rossi (de) (1875)
- Patriarche Placido Ralli (de) (1882)